# Rubia rotundifolia
Rubia rotundifolia är en måreväxtart som beskrevs av Joseph Banks och Daniel Carl Solander. Rubia rotundifolia ingår i släktet krappar, och familjen måreväxter. Inga underarter finns listade i Catalogue of Life.